# بوزمور
بوزمور (بالأمازيغية: بووزمور) جماعة قروية تابعة لإقليم الصويرة التابع لجهة مراكش آسفي في المغرب. بلغ مجموع عدد سكان بوزمور حسب إحصاءات 2004 حوالي 6627 نسمة يعيشون في 1185 أسرة.